# Sōtarō Yasui
Sōtarō Yasui (ur. 17 maja 1888 w Kioto, zm. 10 grudnia 1959 w Tokio) – japoński malarz.

## Życiorys
Był synem hurtowego kupca bawełną. W latach 1904–1907 uczył się malarstwa w Instytucie Sztuki Zachodniej Shōgoin, 1907-1914 przebywał we Francji, gdzie kontynuował studia malarskie i skąd odbywał krótkie podróże do Holandii, Włoch, Hiszpanii i innych europejskich krajów. Malował w zachodnim stylu, pozostając pod wpływem twórczości Gustave Courbeta i Paula Cézanne'a. Tworzył przede wszystkim martwe natury, krajobrazy i portrety w stylu odzwierciedlającym główne kierunki w Europie. Gdy wrócił do Japonii, odbyła się wystawa 40 jego rysunków i obrazów. Został profesorem szkoły sztuk plastycznych w Tokio, członkiem akademii sztuki, prezesem związku artystów japońskich i nadwornym malarzem cesarza. Ważniejsze jego obrazy to m.in. Naga myjąca stopy (1913), Paulownia Blossoms (1924), Kobieta z wachlarzem (1929), Seul (1938) i W Studio (1951).
W 1952 roku otrzymał Order Kultury.